# WHO-Regionalbüro Östlicher Mittelmeerraum
Das WHO-Regionalbüro für den Östlichen Mittelmeerraum (englisch: WHO Regional Office for the Eastern Mediterranean, Abkürzung: WHO/EMRO) ist eines von insgesamt sechs Regionalbüros in der Weltgesundheitsorganisation. Es arbeitet für die Region Östlicher Mittelmeerraum der WHO (englisch: WHO Eastern Mediterranean Region) mit einer Bevölkerung von etwa 745 Millionen Menschen und deren 21 Mitgliedstaaten sowie für die Palästinensischen Autonomiegebiete, inklusive Ostjerusalem.

## Geschichte
Das Regionalbüro EMRO der Weltgesundheitsorganisation nahm am 1. Juli 1949 in Alexandria, Ägypten, seine Arbeit auf.

## Mitgliedsstaaten

Die sechs Verwaltungsregionen der WHO (Gelb: WHO/Eastern Mediterranean Region)

Der WHO-Region Östlicher Mittelmeerraum sind die folgenden Staaten zugeordnet:
- Ägypten
- Afghanistan
- Bahrain
- Dschibuti
- Irak
- Iran
- Jemen
- Jordanien
- Katar
- Kuwait
- Libanon
- Libyen
- Marokko
- Oman
- Pakistan
- Palästinensische Autonomiegebiete
- Saudi-Arabien
- Somalia
- Sudan
- Syrien
- Tunesien
- Vereinigte Arabische Emirate

## Standort
Das Regionalbüro hat seit 2000 seinen Hauptsitz im Stadtteil Nasr City von Kairo.

## Arbeitsprogramm und Initiativen
Das WHO-Regionalbüro für den Östlichen Mittelmeerraum hat im Herbst 2024 die folgenden drei Leitinitiativen im Rahmen seines Arbeitsplans für den Zeitraum bis 2028 festgelegt, die für prioritäre Gesundheitsprobleme in der Region sensibilisieren sollen:
- den gleichberechtigten Zugang zu Medizinprodukten verbessern
- in Maßnahmen zur Resilienz der Gesundheitsberufe investieren
- Public Health Maßnahmen gegen den Drogenkonsum intensivieren.

## Veröffentlichungen

### Virtual Health Sciences Library
Die Virtuelle Gesundheitswissenschaftliche Bibliothek (englisch: Virtual Health Sciences Library, abgekürzt VHSL) ist ein elektronisches Bibliotheksnetz für die Gesundheitswissenschaften, das vom Regionalbüro in Zusammenarbeit mit den Mitgliedstaaten eingerichtet wurde. Aktuell enthält sie über 300.000 Literaturzitate in fünf Sprachen aus fast 1200 wissenschaftlichen Zeitschriften der Region (Stand: Dezember 2024).
Die VHSL bietet Angehörigen der Gesundheitsberufe unter anderem Zugang zu folgenden elektronischen Fachinformationen:
- Index Medicus for the Eastern Mediterranean Region (IMEMR)
- Institutional Digital Repository IDR mit über 30.000 Dokumenten des Regionalbüros[9]

### Index Medicus für die Region Östlicher Mittelmeerraum
Der Index Medicus für die Region Östlicher Mittelmeerraum (englisch: Index Medicus for the Eastern Mediterranean Region, abgekürzt IMEMR) wurde erstmals 1987 veröffentlicht. Hintergrund war der Mangel an internationaler Indexierung von Fachliteratur aus der Region. Durch die Erfassung der regionalen gesundheitsbezogenen und biomedizinischen Literatur wird deren Bekanntheitsgrad auf nationaler, regionaler und globaler Ebene erhöht.

### Eastern Mediterranean Health Journal
Das Eastern Mediterranean Health Journal (EMHJ) ist eine monatlich erscheinende, frei zugängliche, internationale, von Experten begutachtete Zeitschrift, die vom WHO-Regionalbüro für den östlichen Mittelmeerraum (WHO/EMRO) herausgegeben wird. Das EMHJ veröffentlicht Beiträge aus allen Bereichen der öffentlichen Gesundheit in englischer, arabischer und französischer Sprache.

### Unified Medical Dictionary
Das mehrsprachige medizinische Online-Wörterbuch Unified Medical Dictionary  enthält mehr als 200.000 Einträge in Englisch und Arabisch. Viele dieser Einträge sind auch auf Französisch, Deutsch und Spanisch verfügbar. Das Wörterbuch wurde erstmals in den 1960er Jahren in Bagdad, Irak, von der Arab Medical Union herausgegeben. 1973 übernahm das WHO-Regionalbüro für den östlichen Mittelmeerraum auf Ersuchen der Arab Medical Union und des Rates der arabischen Gesundheitsminister die Verantwortung für die Entwicklung und Aktualisierung des Wörterbuchs.

## Regionaldirektoren
| Nr | Name                         | Land                         | Amtszeiten  |
| -- | ---------------------------- | ---------------------------- | ----------- |
| 1  | Aly Tewfik Shousha           | Ägypten                      | 1949 – 1957 |
| 2  | Abdul Hussein Taba           | Iran                         | 1957 – 1982 |
| 3  | Hussein Abdul Razzak Gezairy | Saudi-Arabien                | 1982 – 2012 |
| 4  | Ala Alwan                    | Irak                         | 2012 – 2016 |
| 5  | Mahmoud Fikri*               | Vereinigte Arabische Emirate | 2017        |
| 6  | Jaouad Mahjour               | Marokko                      | 2017 – 2018 |
| 7  | Ahmed Al-Mandhari            | Oman                         | 2018 – 2024 |
| 8  | Hanan Balkhy**               | Saudi-Arabien                | 2024 –      |

*) im Amt verstorben

**) geschäftsführend